# Onosma rostellatum
Onosma rostellatum är en strävbladig växtart som beskrevs av Johann Georg Christian Lehmann. Onosma rostellatum ingår i släktet Onosma och familjen strävbladiga växter. Inga underarter finns listade i Catalogue of Life.